# Seria GP2 – Red Bull Ring 2016
Runda GP2 na torze Red Bull Ring – czwarta runda mistrzostw serii GP2 w sezonie 2016.

## Lista startowa
| Nr | Kierowca           | Zespół                  | Samochód       | Silnik              | Opony |
| -- | ------------------ | ----------------------- | -------------- | ------------------- | ----- |
| 1  | René Binder        | ART Grand Prix          | Dallara GP2/11 | Mecachrome V8 4.00l | P     |
| 2  | Siergiej Sirotkin  | ART Grand Prix          | Dallara GP2/11 | Mecachrome V8 4.00l | P     |
| 3  | Norman Nato        | Racing Engineering      | Dallara GP2/11 | Mecachrome V8 4.00l | P     |
| 4  | Jordan King        | Racing Engineering      | Dallara GP2/11 | Mecachrome V8 4.00l | P     |
| 5  | Alex Lynn          | DAMS                    | Dallara GP2/11 | Mecachrome V8 4.00l | P     |
| 6  | Nicholas Latifi    | DAMS                    | Dallara GP2/11 | Mecachrome V8 4.00l | P     |
| 7  | Mitch Evans        | Pertamina Campos Racing | Dallara GP2/11 | Mecachrome V8 4.00l | P     |
| 8  | Sean Gelael        | Pertamina Campos Racing | Dallara GP2/11 | Mecachrome V8 4.00l | P     |
| 9  | Raffaele Marciello | Russian Time            | Dallara GP2/11 | Mecachrome V8 4.00l | P     |
| 10 | Artiom Markiełow   | Russian Time            | Dallara GP2/11 | Mecachrome V8 4.00l | P     |
| 11 | Gustav Malja       | Rapax                   | Dallara GP2/11 | Mecachrome V8 4.00l | P     |
| 12 | Arthur Pic         | Rapax                   | Dallara GP2/11 | Mecachrome V8 4.00l | P     |
| 14 | Philo Paz Armand   | Trident                 | Dallara GP2/11 | Mecachrome V8 4.00l | P     |
| 15 | Luca Ghiotto       | Trident                 | Dallara GP2/11 | Mecachrome V8 4.00l | P     |
| 18 | Sergio Canamasas   | Carlin                  | Dallara GP2/11 | Mecachrome V8 4.00l | P     |
| 19 | Marvin Kirchhöfer  | Carlin                  | Dallara GP2/11 | Mecachrome V8 4.00l | P     |
| 20 | Antonio Giovinazzi | Prema Racing            | Dallara GP2/11 | Mecachrome V8 4.00l | P     |
| 21 | Pierre Gasly       | Prema Racing            | Dallara GP2/11 | Mecachrome V8 4.00l | P     |
| 22 | Oliver Rowland     | MP Motorsport           | Dallara GP2/11 | Mecachrome V8 4.00l | P     |
| 23 | Daniël de Jong     | MP Motorsport           | Dallara GP2/11 | Mecachrome V8 4.00l | P     |
| 24 | Nabil Jeffri       | Arden International     | Dallara GP2/11 | Mecachrome V8 4.00l | P     |
| 25 | Jimmy Eriksson     | Arden International     | Dallara GP2/11 | Mecachrome V8 4.00l | P     |
| Nr | Kierowca           | Zespół                  | Samochód       | Silnik              | Opony |

## Wyniki

### Sesja treningowa
| Nr | Kierowca           | Konstruktor  | Czas     | Okr. |
| -- | ------------------ | ------------ | -------- | ---- |
| 20 | Antonio Giovinazzi | Prema Racing | 1:13,922 | 20   |

### Kwalifikacje
Źródło: gpupdate.net
| Poz. | Nr | Kierowca           | Konstruktor             | Czas     | Poz. s. |
| ---- | -- | ------------------ | ----------------------- | -------- | ------- |
| 1    | 2  | Siergiej Sirotkin  | ART Grand Prix          | 1:13,663 | 1       |
| 2    | 20 | Antonio Giovinazzi | Prema Racing            | 1:13,669 | 2       |
| 3    | 21 | Pierre Gasly       | Prema Racing            | 1:13,803 | 3       |
| 4    | 15 | Luca Ghiotto       | Trident                 | 1:14,091 | 4       |
| 5    | 10 | Artiom Markiełow   | Russian Time            | 1:14,099 | 5       |
| 6    | 9  | Raffaele Marciello | Russian Time            | 1:14,184 | 6       |
| 7    | 22 | Oliver Rowland     | MP Motorsport           | 1:14,316 | 7       |
| 8    | 5  | Alex Lynn          | DAMS                    | 1:14,387 | 8       |
| 9    | 3  | Norman Nato        | Racing Engineering      | 1:14,456 | 9       |
| 10   | 7  | Mitch Evans        | Pertamina Campos Racing | 1:14,574 | 10      |
| 11   | 24 | Nabil Jeffri       | Arden International     | 1:14,626 | 14      |
| 12   | 19 | Marvin Kirchhöfer  | Carlin                  | 1:14,647 | 11      |
| 13   | 12 | Arthur Pic         | Rapax                   | 1:14,688 | 12      |
| 14   | 4  | Jordan King        | Racing Engineering      | 1:14,815 | 13      |
| 15   | 18 | Sergio Canamasas   | Carlin                  | 1:14,832 | 17      |
| 16   | 1  | René Binder        | ART Grand Prix          | 1:14,886 | 15      |
| 17   | 6  | Nicholas Latifi    | DAMS                    | 1:14,958 | 20      |
| 18   | 11 | Gustav Malja       | Rapax                   | 1:15,020 | 16      |
| 19   | 8  | Sean Gelael        | Pertamina Campos Racing | 1:15,112 | 18      |
| 20   | 23 | Daniël de Jong     | MP Motorsport           | 1:15,307 | 19      |
| 21   | 14 | Philo Paz Armand   | Trident                 | 1:15,675 | 21      |
| 22   | 25 | Jimmy Eriksson     | Arden International     | 1:15,531 | 22      |
| Poz. | Nr | Kierowca           | Konstruktor             | Czas     | Poz. s. |

### Główny wyścig

#### Wyścig
Źródło: Wyprzedź Mnie!
| P                 | + / –     | Nr | Kierowca           | Konstruktor             | Okr. | Czas / Strata | Komentarz |
| ----------------- | --------- | -- | ------------------ | ----------------------- | ---- | ------------- | --------- |
| 1                 | 9         | 7  | Mitch Evans        | Pertamina Campos Racing | 40   | 1:18:32,399   |           |
| 2                 | 16        | 8  | Sean Gelael        | Pertamina Campos Racing | 40   | +0:04,600     |           |
| 3                 | 3         | 9  | Raffaele Marciello | Russian Time            | 40   | +0:10,789     |           |
| 4                 | Bez zmian | 15 | Luca Ghiotto       | Trident                 | 40   | +0:12,363     |           |
| 5                 | 17        | 25 | Jimmy Eriksson     | Arden International     | 40   | +0:12,691     |           |
| 6                 | 1         | 22 | Oliver Rowland     | MP Motorsport           | 40   | +0:15,557     |           |
| 7                 | 2         | 3  | Norman Nato        | Racing Engineering      | 40   | +0:16,559     |           |
| 8                 | 5         | 4  | Jordan King        | Racing Engineering      | 40   | +0:22,762     |           |
| 9                 | 3         | 12 | Arthur Pic         | Rapax                   | 40   | +0:24,738     |           |
| 10                | 10        | 6  | Nicholas Latifi    | DAMS                    | 40   | +0:25,629     |           |
| 11                | 3         | 5  | Alex Lynn          | DAMS                    | 40   | +0:27,000     |           |
| 12                | 11        | 2  | Siergiej Sirotkin  | ART Grand Prix          | 40   | +0:19,708     | [ 4 ]     |
| 13                | 3         | 11 | Gustav Malja       | Rapax                   | 40   | +0:20,258     | [ 4 ]     |
| 14                | 5         | 23 | Daniël de Jong     | MP Motorsport           | 39   | +1 okr.       |           |
| 15                | 6         | 14 | Philo Paz Armand   | Trident                 | 39   | +1 okr.       |           |
| 16                | 1         | 1  | René Binder        | ART Grand Prix          | 38   | +2 okr.       |           |
| Niesklasyfikowani |           |    |                    |                         |      |               |           |
|                   |           | 20 | Antonio Giovinazzi | Prema Racing            | 29   | +11 okr.      |           |
|                   |           | 10 | Artiom Markiełow   | Russian Time            | 28   | +12 okr.      |           |
|                   |           | 19 | Marvin Kirchhöfer  | Carlin                  | 26   | +14 okr.      |           |
|                   |           | 21 | Pierre Gasly       | Prema Racing            | 17   | +23 okr.      |           |
|                   |           | 24 | Nabil Jeffri       | Arden International     | 1    | +39 okr.      |           |
|                   |           | 18 | Sergio Canamasas   | Carlin                  | 0    | +40 okr.      |           |
| P                 | + / –     | Nr | Kierowca           | Konstruktor             | Okr. | Czas / Strata | Komentarz |

#### Najszybsze okrążenie
| Nr | Kierowca    | Konstruktor             | Czas     | Okr. |
| -- | ----------- | ----------------------- | -------- | ---- |
| 7  | Mitch Evans | Pertamina Campos Racing | 1:15,534 | 38   |

### Sprint

#### Wyścig
Źródło: Wyprzedź Mnie!
| P                 | + / –     | Nr | Kierowca           | Konstruktor             | Okr. | Czas / Strata | Komentarz |
| ----------------- | --------- | -- | ------------------ | ----------------------- | ---- | ------------- | --------- |
| 1                 | Bez zmian | 4  | Jordan King        | Racing Engineering      | 28   | 44:34,966     |           |
| 2                 | 1         | 22 | Oliver Rowland     | MP Motorsport           | 28   | +0:06,019     |           |
| 3                 | 8         | 5  | Alex Lynn          | DAMS                    | 28   | +0:07,702     |           |
| 4                 | 2         | 9  | Raffaele Marciello | Russian Time            | 28   | +0:10,234     |           |
| 5                 | 12        | 20 | Antonio Giovinazzi | Prema Racing            | 28   | +0:10,417     |           |
| 6                 | 6         | 2  | Siergiej Sirotkin  | ART Grand Prix          | 28   | +0:11,821     |           |
| 7                 | 13        | 21 | Pierre Gasly       | Prema Racing            | 28   | +0:12,594     |           |
| 8                 | Bez zmian | 7  | Mitch Evans        | Pertamina Campos Racing | 28   | +0:12,881     |           |
| 9                 | 4         | 15 | Luca Ghiotto       | Trident                 | 28   | +0:15,878     |           |
| 10                | 12        | 18 | Sergio Canamasas   | Carlin                  | 28   | +0:35,019     |           |
| 11                | 7         | 10 | Artiom Markiełow   | Russian Time            | 28   | +0:57,740     |           |
| 12                | 10        | 3  | Norman Nato        | Racing Engineering      | 28   | +1:00,076     |           |
| 13                | 9         | 25 | Jimmy Eriksson     | Arden International     | 28   | +1:00,107     |           |
| 14                | 1         | 14 | Philo Paz Armand   | Trident                 | 28   | +1:16,880     |           |
| 15                | 1         | 1  | René Binder        | ART Grand Prix          | 28   | +1:17,325     |           |
| 16                | 3         | 11 | Gustav Malja       | Rapax                   | 27   | +1 okr.       |           |
| 17                | 4         | 24 | Nabil Jeffri       | Arden International     | 27   | +1 okr.       |           |
| 18                | 9         | 12 | Arthur Pic         | Rapax                   | 27   | +1 okr.       |           |
| 19                | Bez zmian | 19 | Marvin Kirchhöfer  | Carlin                  | 27   | +1 okr.       |           |
| 20                | 6         | 23 | Daniël de Jong     | MP Motorsport           | 27   | +1 okr.       |           |
| Niesklasyfikowani |           |    |                    |                         |      |               |           |
|                   |           | 6  | Nicholas Latifi    | DAMS                    | 20   | +8 okr.       |           |
|                   |           | 8  | Sean Gelael        | Pertamina Campos Racing | 3    | +25 okr.      |           |
| P                 | + / –     | Nr | Kierowca           | Konstruktor             | Okr. | Czas / Strata | Komentarz |

#### Najszybsze okrążenie
| Nr | Kierowca    | Konstruktor        | Czas     | Okr. |
| -- | ----------- | ------------------ | -------- | ---- |
| 3  | Norman Nato | Racing Engineering | 1:22,155 | 28   |

#### Premia za najszybsze okrążenie w TOP10
| Nr | Kierowca    | Konstruktor        | Czas     | Okr. |
| -- | ----------- | ------------------ | -------- | ---- |
| 4  | Jordan King | Racing Engineering | 1:25,150 | 27   |

## Klasyfikacja po zakończeniu rundy

### Kierowcy
| P  | +/− | Kierowca            | Starty | Punkty | P1 | P2 | P3 | PP | NO | NS |
| -- | --- | ------------------- | ------ | ------ | -- | -- | -- | -- | -- | -- |
| 1  | +4  | Raffaele Marciello  | 8      | 66     | –  | –  | 3  | –  | –  | –  |
| 2  | +8  | Mitch Evans         | 8      | 56     | 1  | –  | –  | –  | 1  | 1  |
| 3  | −1  | Norman Nato         | 8      | 55     | 1  | 1  | –  | –  | 1  | 2  |
| 4  | −3  | Artiom Markiełow    | 8      | 54     | 1  | –  | –  | –  | 1  | 2  |
| 5  | +2  | Oliver Rowland      | 8      | 54     | –  | 1  | 1  | –  | –  | –  |
| 6  | −3  | Antonio Giovinazzi  | 8      | 52     | 2  | –  | –  | 1  | 1  | 2  |
| 7  | −1  | Alex Lynn           | 8      | 51     | 1  | –  | 1  | –  | –  | 1  |
| 8  | −4  | Pierre Gasly        | 8      | 47     | –  | 2  | 1  | 1  | 1  | 2  |
| 9  | +2  | Jordan King         | 8      | 45     | 1  | –  | 1  | –  | 1  | 1  |
| 10 | −1  | Siergiej Sirotkin   | 8      | 40     | –  | 1  | 1  | 2  | –  | 3  |
| 11 | −3  | Nobuharu Matsushita | 6      | 32     | 1  | –  | –  | –  | 2  | 1  |
| 12 | +3  | Sean Gelael         | 8      | 24     | –  | 1  | –  | –  | –  | 3  |
| 13 | −1  | Nicholas Latifi     | 8      | 21     | –  | 1  | –  | –  | –  | 4  |
| 14 | −1  | Marvin Kirchhöfer   | 8      | 18     | –  | 1  | –  | –  | –  | 2  |
| 15 | +5  | Luca Ghiotto        | 8      | 14     | –  | –  | –  | –  | –  | 2  |
| 16 | −2  | Sergio Canamasas    | 8      | 14     | –  | –  | –  | –  | –  | 2  |
| 17 | +4  | Jimmy Eriksson      | 8      | 10     | –  | –  | –  | –  | –  | 2  |
| 18 | −2  | Daniël de Jong      | 8      | 6      | –  | –  | –  | –  | –  | –  |
| 19 | 0   | Arthur Pic          | 8      | 4      | –  | –  | –  | –  | –  | 2  |
| 20 | −3  | Gustav Malja        | 8      | 3      | –  | –  | –  | –  | –  | 1  |
| 21 | −3  | Nabil Jeffri        | 8      | 2      | –  | –  | –  | –  | –  | 3  |
| 22 | 0   | Philo Paz Armand    | 8      | 0      | –  | –  | –  | –  | –  | 5  |
| 23 | N   | René Binder         | 2      | 0      | –  | –  | –  | –  | –  | –  |
| P  | +/− | Kierowca            | Starty | Punkty | P1 | P2 | P3 | PP | NO | NS |

### Zespoły
| P  | +/− | Konstruktor             | Starty | Punkty | P1 | P2 | P3 | PP | NO | NS |
| -- | --- | ----------------------- | ------ | ------ | -- | -- | -- | -- | -- | -- |
| 1  | 0   | Russian Time            | 16     | 120    | 1  | –  | 3  | –  | 1  | 2  |
| 2  | +1  | Racing Engineering      | 16     | 100    | 2  | 1  | 1  | –  | 3  | 3  |
| 3  | −1  | Prema Racing            | 16     | 99     | 2  | 2  | 1  | 5  | 2  | 4  |
| 4  | +3  | Pertamina Campos Racing | 16     | 80     | 1  | 1  | –  | –  | 1  | 4  |
| 5  | 0   | DAMS                    | 16     | 72     | 1  | 1  | 1  | –  | –  | 5  |
| 6  | −2  | ART Grand Prix          | 16     | 72     | 1  | 1  | 1  | 4  | 2  | 4  |
| 7  | −1  | MP Motorsport           | 16     | 60     | –  | 1  | 1  | –  | –  | –  |
| 8  | 0   | Carlin                  | 16     | 32     | –  | 1  | –  | –  | –  | 4  |
| 9  | +2  | Trident                 | 16     | 14     | –  | –  | –  | –  | –  | 7  |
| 10 | 0   | Arden International     | 16     | 12     | –  | –  | –  | –  | –  | 5  |
| 11 | −2  | Rapax                   | 16     | 7      | –  | –  | –  | –  | –  | 3  |
| P  | +/− | Kierowca                | Starty | Punkty | P1 | P2 | P3 | PP | NO | NS |